# Havasi tűzlepke
A havasi tűzlepke (Lycaena hippothoe) a boglárkalepke-félék családjába tartozó, Eurázsia mérsékelt övi és sarkvidéki régióiban honos lepkefaj. 

## Megjelenése
A havasi tűzlepke szárnyfesztávolsága 2,4-3,6 cm. A Dunántúlon elterjedt L. h. sumadiensis esetében a hím szárnyainak alapszíne mélyvörös, ibolyás fénnyel; szegélyén széles fekete vagy sötétbarna keretezéssel. A hátulsó szárnyak  belső fele is sötétbarna/fekete. Az elülső és hátsó szárnyak közepén a sejtben apró fekete foltocska látható. A nőstény sötétbarna, elülső szárnyán erős vörös behintéssel. Elülső szárnyain nincs, a hátsón halvány vörös szegélyszalag látszik. A szárnyak fonákja barnásszürke (a nőstény esetében sötétebb, melegebb árnyalattal), jól kirajzolódó számos fekete pettyel.
Az északi-középhegységi L. h. eurydice esetében a nőstény sötét barnásfekete, elülső szárnyain is látszik a halvány vörös szegélyszalag, a hátsókon pedig a szalagban a pontsor is. 
Kevéssé változékony, alapszíne lehet világosabb. 
Petéje kerek, fehér, felszíne gödörkés. 
Hernyója zöld, sűrű, rövid szőrökkel; hátán sötét, oldalán sárga csíkkal.

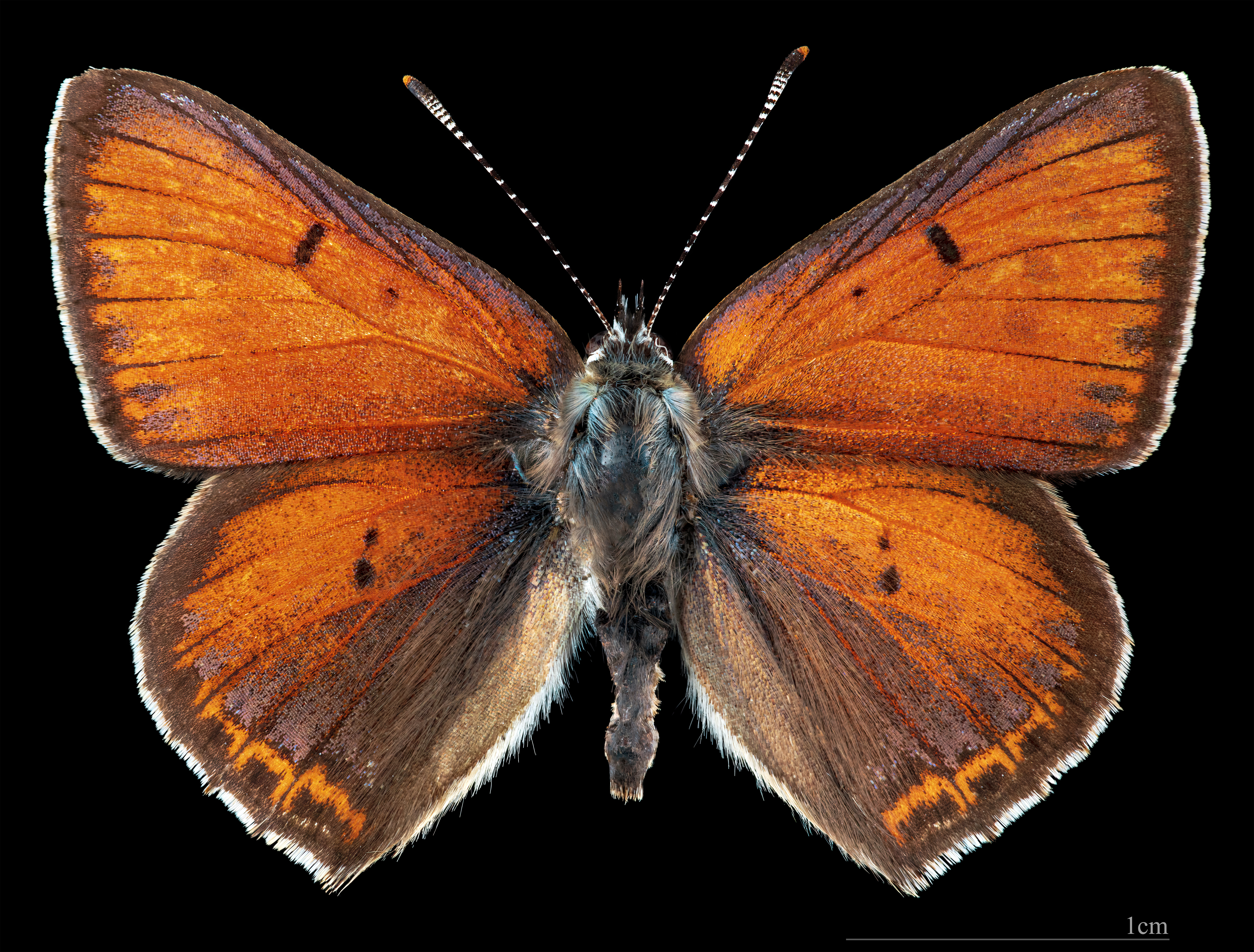
Lycaena hippothoe ♂
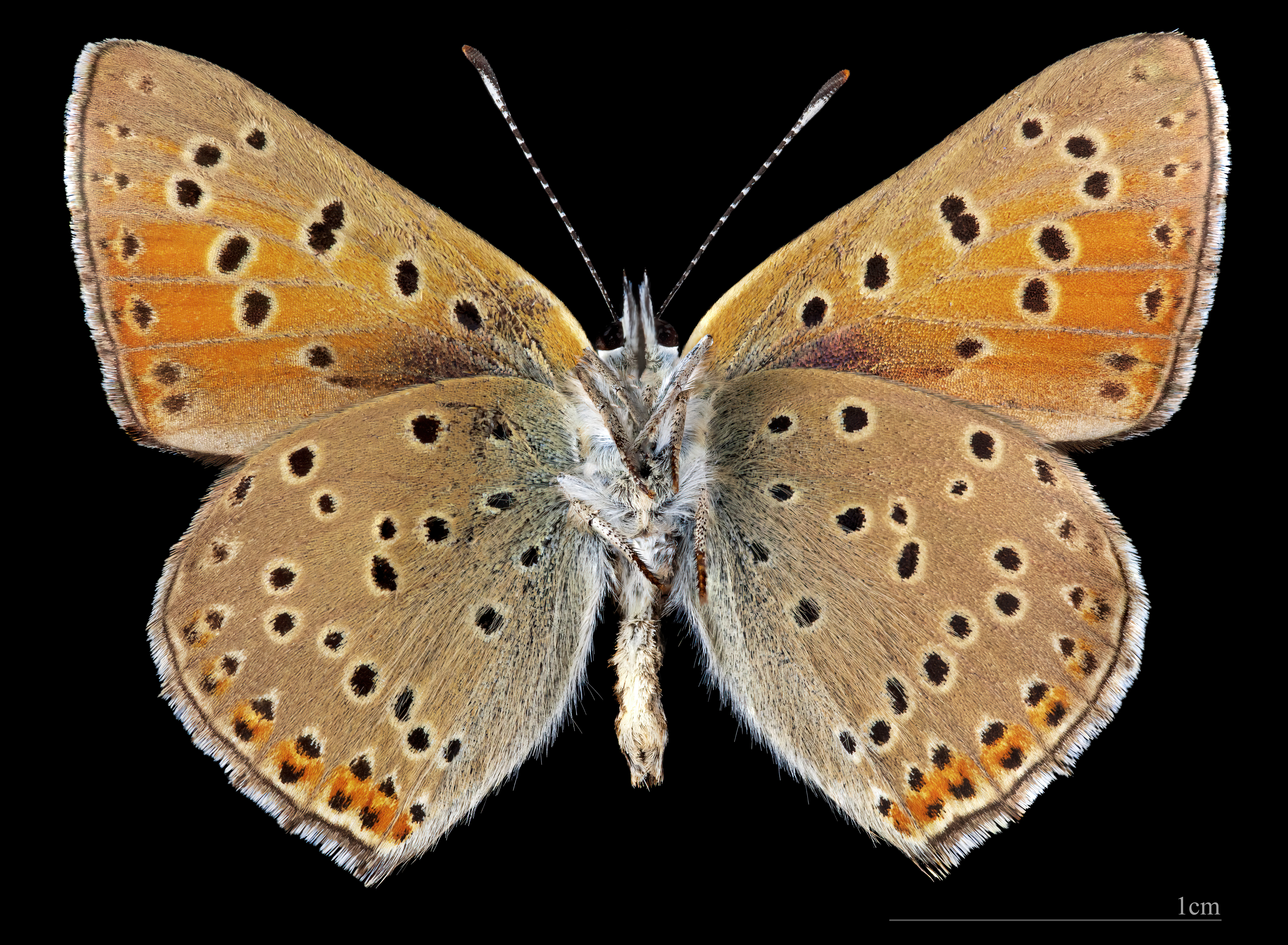
Lycaena hippothoe ♂   △

### Hasonló fajok
Hasonlíthat hozzá az aranyos tűzlepke, a barna tűzlepke, a nagy tűzlepke, az ibolyás tűzlepke, a közönséges tűzlepke, vagy a kis tűzlepke.

## Elterjedése
Eurázsiában honos a Pireneusoktól egészen a szibériai Amur vidékéig. Magyarországon két alfaj fordul elő: a L. h. sumadiensis a Nyugat-Dunántúlon (Őrségben), a L. h. eurydice az Északi-középhegységben (Mátra, Bükk, Zempléni-hegység, Aggteleki-karszt).

## Életmódja
Sík- és dombvidéken lápréteken, mocsarakban, hegyvidéken patakok mentén, hűvös havasi kaszálókon fordul elő.    
A L. h. sumadiensis-nek évente két (május-június és július-augusztus), a L. h. eurydice-nek egy (június-július) nemzedéke repül Magyarországon. A hímek magasabb fűszálak tetejéről őrzik territóriumukat, a nőstények kevésbé aktívak. Hernyója mezei sóska és juhsóska leveleivel táplálkozik. A kifejlett hernyó áttelel és tavasszal bebábozódik.   
Magyarországon védett, természetvédelmi értéke 50 000 Ft.

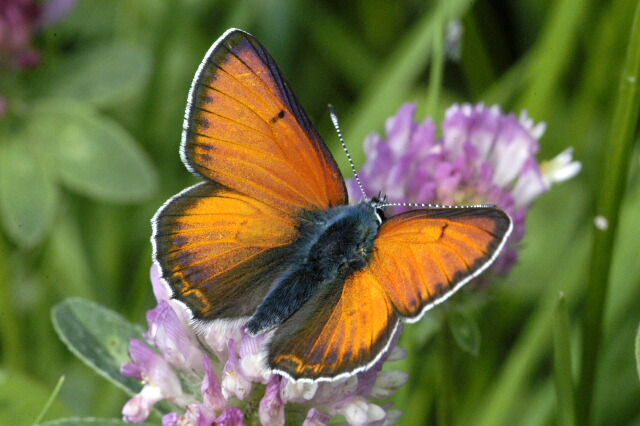
Hím (L. h. eurydame)
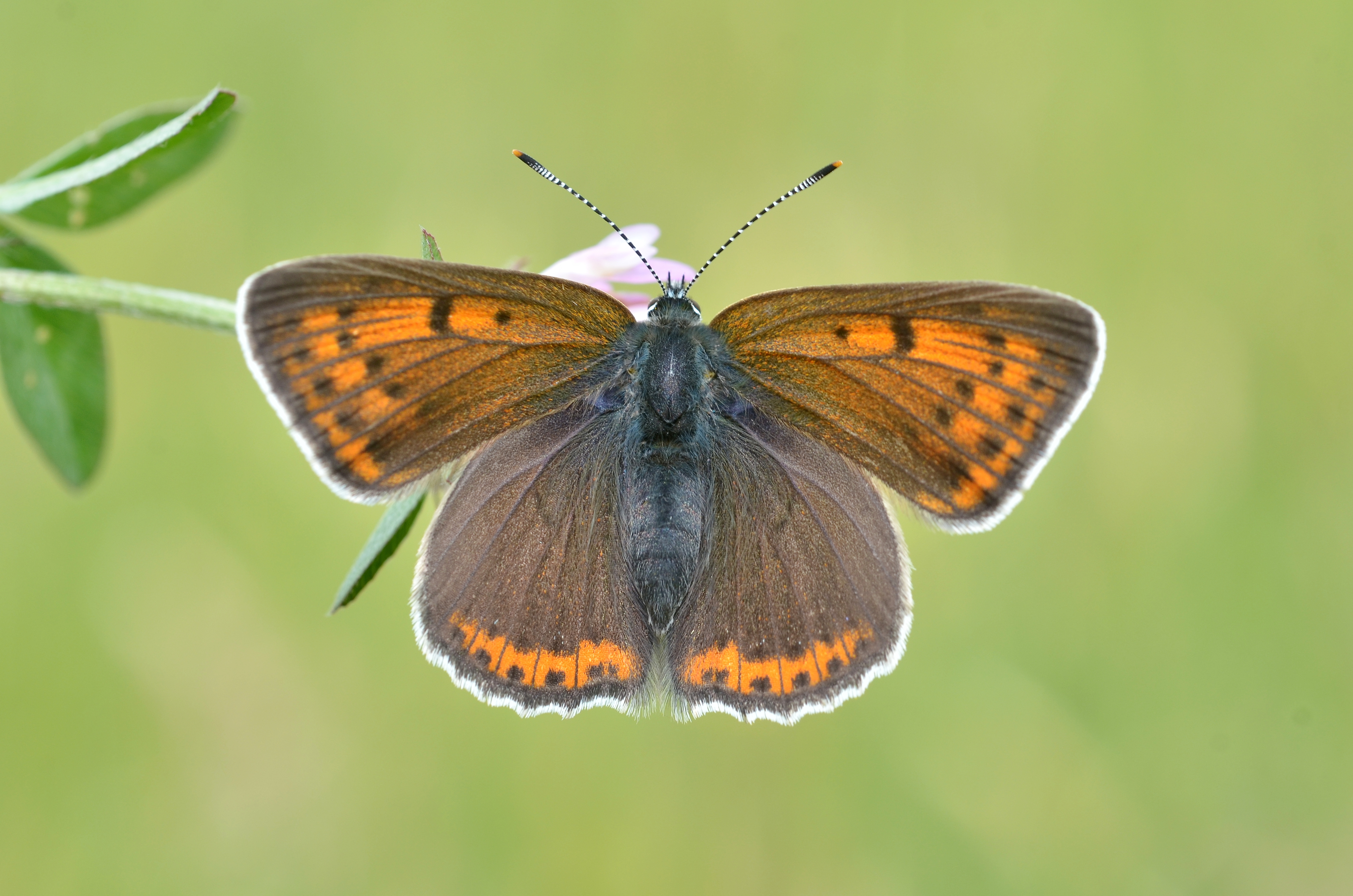
Belgiumban fotózott nőstény
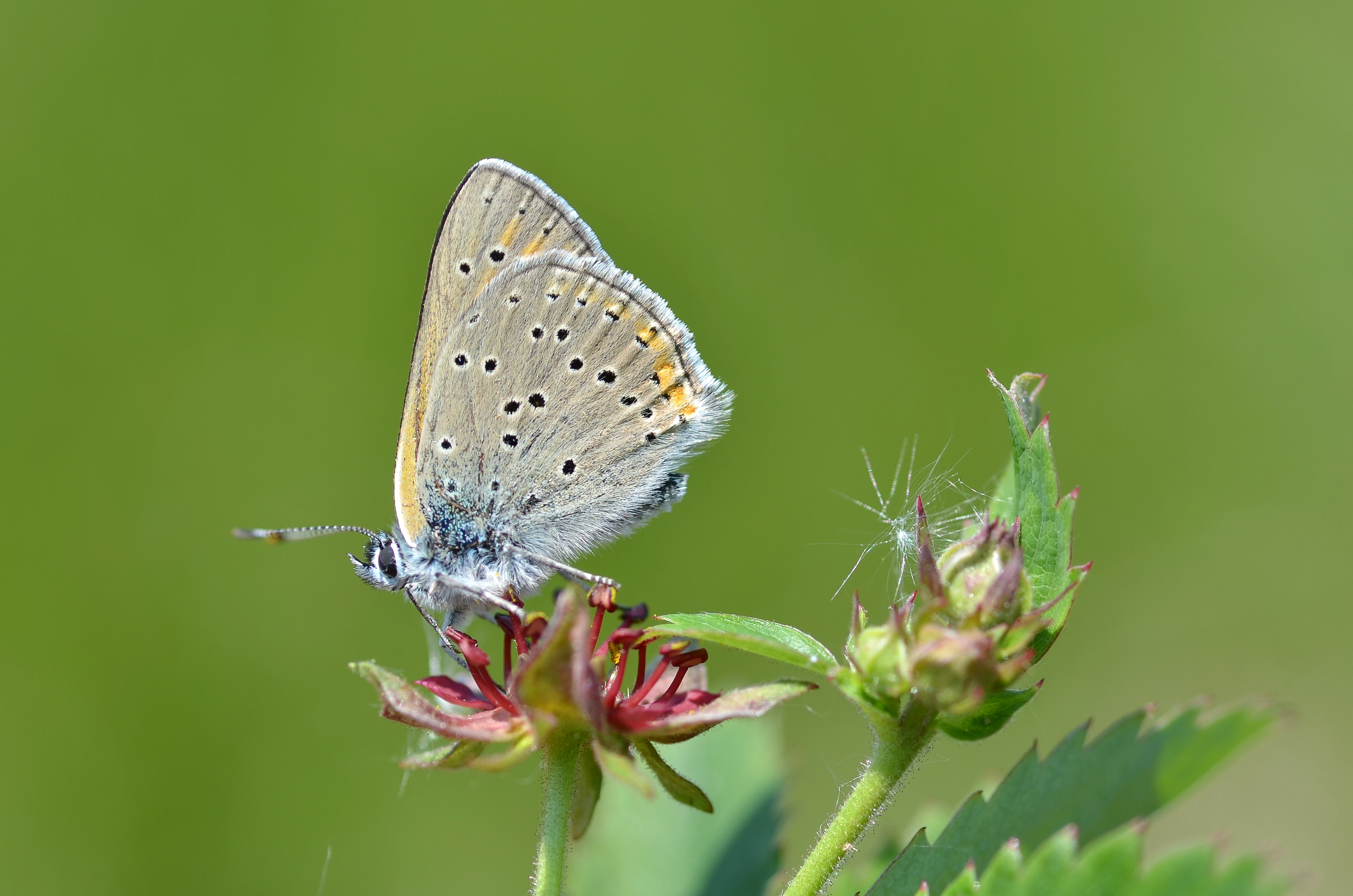
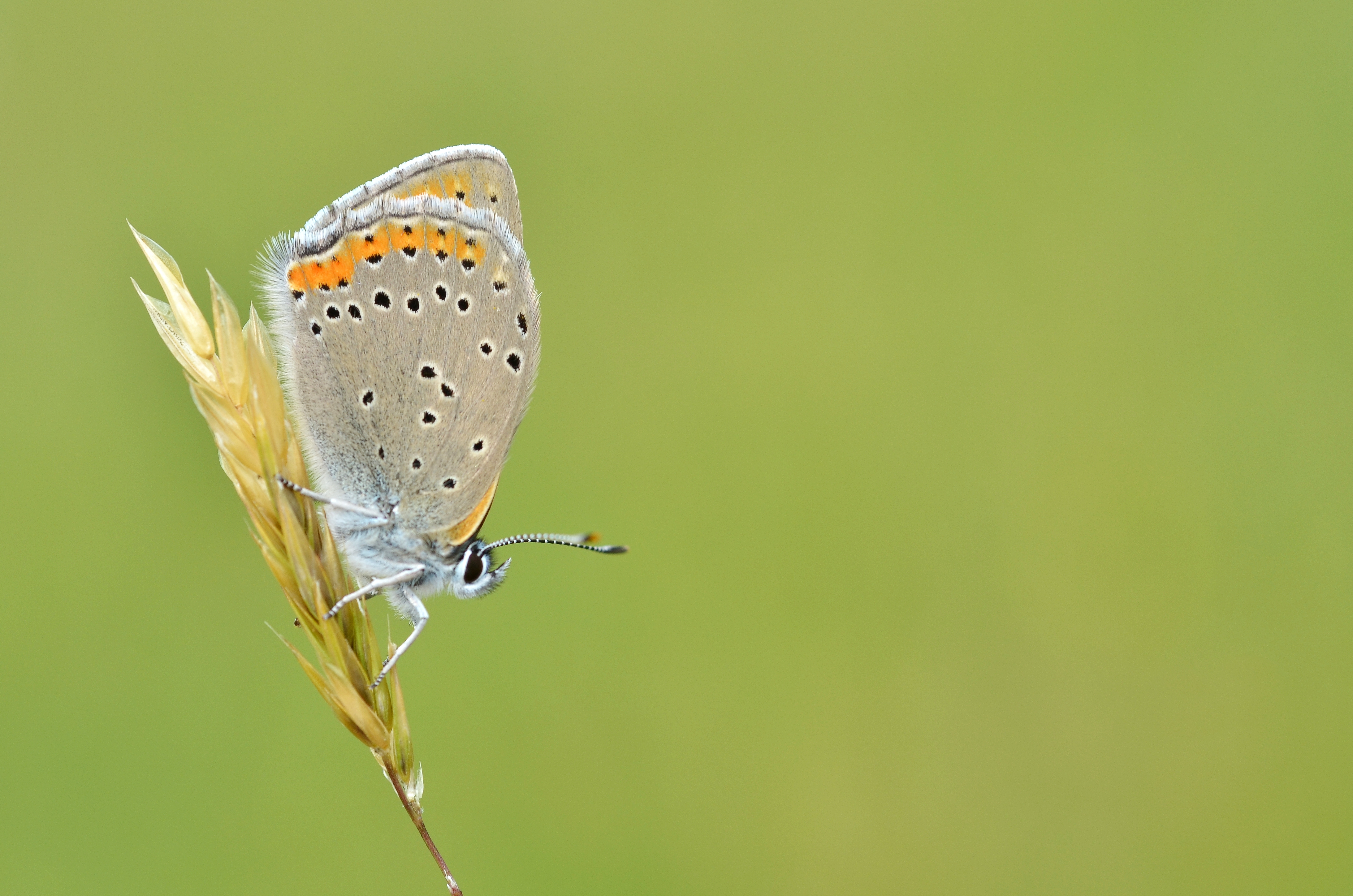
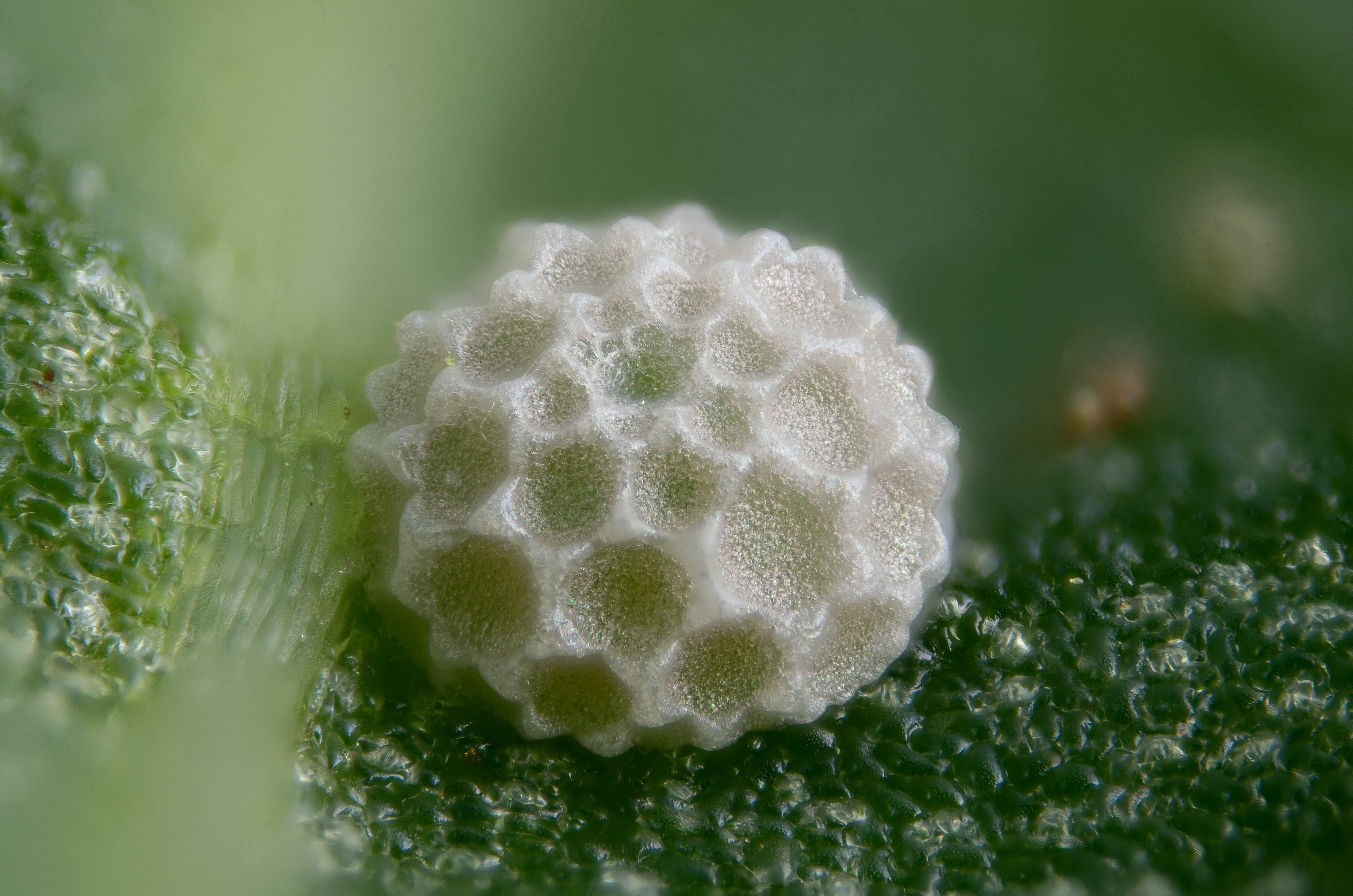
Petéje